# イスラーム世界の性文化
イスラーム世界の性文化の項目では、イスラームの啓典や教義、およびそれが実践されたイスラーム世界で性（セックス）がどのように捉えられ、どのような性文化が発達したかを記述する。

## イスラームの教義における性

### クルアーンに見える性
クルアーンには、いくつかの性的事項が記されている。
たとえば、天国に迎えられた男性を歓待する美女の描写や、セックスの体位に関する啓示そして条件付での一夫多妻の容認などが記されている。

### ハディースに見える性

#### 天国に関して
ティルミズィーによるハディース集成書『スナン』によるとムハンマドは「天国の民への最小の報い」として八十人の召使いと七十二人の妻がおり、真珠とアクアマリンとルビーで飾られた天蓋のある、アルジャビアからサナアまでほどの広さを持つ住居をあげたという。
このような事柄はクルアーンにも記されている。コーラン第56章10節から24節には、
『（信仰の）先頭に立つ者は、（楽園においても）先頭に立ち、これらの者（先頭に立つ者）は、（アッラーの）側近にはべり、至福の楽園の中に（住む）。昔からの者が多数で、後世の者は僅かである。（かれらは錦の織物を）敷いた寝床の上に、向い合ってそれに寄り掛かる。永遠の（若さを保つ）少年たちがかれらの間を巡り、（手に手に）高坏や（輝く）水差し、汲立の飲物盃（を捧げる）。かれらは、それで後の障を残さず、泥酔することもない。また果実は、かれらの選ぶに任せ、種々の鳥の肉は、かれらの好みのまま。大きい輝くまなざしの、美しい乙女は、丁度秘蔵の真珠のよう。（これらは）かれらの行いに対する報奨である。』と記されており、また56章27節から40節には、
『右手の仲間、右手の仲間とは何であろう。（かれらは）刺のないスィドラの木、累々と実るタルフ木（の中に住み）、長く伸びる木陰の、絶え間なく流れる水の間で、豊かな果物が絶えることなく、禁じられることもなく（取り放題）。高く上げられた（位階の）臥所に（着く）。本当にわれは、かれら（の配偶として乙女）を特別に創り、かの女らを（永遠に汚れない）処女にした。愛しい、同じ年配の者。（これらは）右手の仲間のためである。昔の者が大勢いるが、後世の者も多い。』と記されている。

#### 結婚最低年齢
ムハンマドは、マディーナへのヒジュラ時にはすでに50歳を超えていたが、前妻を失い男やもめであった。彼は教友であるアブー＝バクルの娘で、9歳のアーイシャと結婚した。このことは後にシャリーアにおいて女子の結婚最低年齢が9歳とされる典拠となった。
9歳での結婚は、近現代の倫理観からは児童婚として問題視されるし、法律上も認められないことが多い。しかし、前近代では有力家系の子女が10歳前後で結婚することはありふれており、また、結婚しても適齢になるまでセックスは行わないのが通例であった。インドのイスラーム学者マウラナ・ムハンマド・アリーはアーイシャがムハンマドと初夜を迎えた年齢は15歳であったと主張している

#### 婚外セックス
ハディースには、ムハンマドが婚外セックスを行った男女に対して、未婚のものは鞭打ち、既婚者は石打ちによる死刑を行ったことが記されているとされる。

#### 同性愛
ハディースには、ムハンマドが同性愛者を石打ちで処刑したと記されているとされている。

#### ムハンマドのセックス観
ハディースには、現世におけるセックスに関するムハンマドの認識や態度を記したものがいくつか存在する。
ブハーリーの真正集によれば、ムハンマドは禁欲や去勢というものに対し否定的であり、いくつかのハディースで性欲を否定的に見る信者に対し、自分も神の使徒でありながら女性と結婚しセックスをしていること等を挙げながら、禁欲や去勢を戒めている。
またムハンマドは一晩に数人の女性と連続で性行為を行ったことがあるなど、性的能力の高い男性であったという伝承がある。あるいは信者の一人が結婚を報告した際、ムハンマドはその信者に娶ったのは結婚経験のある女か処女かと聞き、信者が（結婚したのは）結婚経験のある女であると答えると、もし処女を娶っていればお互いにセックスを楽しめただろうにと忠告した伝承も存在する。
また、ムスリムの真正集によれば、ムハンマドはある日美しい女性を見て彼女とセックスしたいという欲望に駆られ、その足ですぐ家に戻り妻の一人ザイナブとセックスをした。ムハンマドは事が終わった後教友（サハーバ）達の所に赴き、女性は男に性欲を喚起させる悪魔（シャイターン）のような存在であるのだから、女性を見て彼女に欲情した時はすぐに妻のところに赴き性交することで情欲を抑えるように説教したとされる。

#### 女性の性現象
ムスリムの真正集によれば、ムハンマドは女性がセックスで絶頂に達したときに出す液体（膣水）を、薄黄色の「精液」と認識しており、受精とは男女双方の「精液」が結合することだと考えていた。そしてこの二種類の精液の結びつきに際し、男の精液の影響が強ければ子供は父に似、女の「精液」の影響が強ければ子供は母親に似ると考えていた。これは信徒が性の問題について質問してきた際に、ムハンマドが回答として述べた事柄である。

#### セックスにおける作法
ムスリムの真正集によれば、生理中の女性とのセックスは禁止されている。また、セックスの際に射精しなかった場合、セックスして射精した時とは違い沐浴をせずウドゥーのみで良いとする伝承と、射精の有無にかかわらず性器同士が接触する行為を行った場合、必ず沐浴するべきであるという伝承が両方存在している。

#### 女性捕虜
9世紀のイスラーム法学者ムハンマド・アル＝ブハーリーの記したハディース集「真正集」には、預言者ムハンマド在世中のヤマン遠征の際、アリー・イブン＝アビー・ターリブがブライダ・イブン・アル＝フサイブが強姦権を持っていた女性捕虜を横取りして強姦したために、ブライダとの間に争いが生じたと記されている。

### シャリーアにおける性

#### 女性の服装
シャリーアでは、クルアーンにおける女性の「美しい部位」を覆えという記述を典拠に、女性に体を覆うヒジャーブの着用を義務付けている（ただし、近代では別解釈も存在している）。

#### 一夫多妻
シャリーアでは男性に4人まで妻をもつことを認めているが、これは男性がすべての女性を公平に扱い、生活も充分に保障でき、一夫多妻から来るさまざまな問題を処理できることを条件に認められているとされる。そうでない場合は一夫一妻制が義務付けられている。これが定められた背景には戦争で夫を失った未亡人や、同年代の男性がおらず結婚できない女性の生活を保護する目的があった。

#### 同性愛・婚外セックス
婚外セックスに関しては、シャリーアでは既婚者の場合死刑、未婚者の場合鞭打ちを定めている。これはシャリーアが定められた前近代社会では結婚は男性による女性の所有と考えられ、婚外セックスはそのような男性の権利に対する脅威であったためとされている。同性愛に関しても、石打ちによる死刑が定められている（ただし、これが厳格に施行されるようになったのはむしろ近代以降）。

#### 結婚最低年齢
一般的なシャリーア（イスラーム法）の解釈では、預言者ムハンマドとアーイシャとの結婚の事例にかんがみ、女性の結婚最低年齢（したがって、セックスが社会的に容認されている年齢）を9歳としている。また、より少数だが結婚最低年齢の下限を定めない解釈もある。ただし、これはシャリーア特有ではなく、他の地域の法体系でも大同小異であった。
これに対して、前近代の人類社会では有力家系の子女が10歳前後で結婚することはありふれており、このこと自体は歴史的事実として確認されている、という反論がある。豊臣秀吉は10歳の幼女を側室にしたことなど、歴史上の人物は、ほとんどがこの例に倣っており、ムハンマドだけを攻撃する理由が不明である。その場合は結婚してもおおよそ初潮後の適齢になるまでセックスは行わないのが通例であった。インドのイスラーム学者マウラナ・ムハンマド・アリーはアーイシャがムハンマドと初夜を迎えた年齢は15歳であったと主張している

#### 婚外セックス・レイプ
一般的なシャリーアの解釈では、同意の上での婚外セックスを犯した男女は、既婚者の場合投石による死刑、未婚者の場合100回の鞭打ちである。またレイプに対しては、加害者は（既婚者であれば）投石刑に処される。
上に挙げたように、同意の上での婚外セックスに対する刑罰に関して、シャリーアの規定そのものでは、男女平等である。しかし、カーディーの酌量の際の操作により、現実には下に述べるような刑罰の大きな格差が生まれる。またレイプに関しても、規定そのものに従えば加害者に死刑を与えるが、実際にはレイプの証明の際にムスリム男性4人の証言が必要とされ、それを得られない場合、その女性は姦通を犯し、あまつさえそれを男になすり付けたとして逆に姦通罪や中傷罪により（既婚者であれば）投石刑で処刑される。なお、イスラーム法では、夫婦間におけるレイプを犯罪としない。

#### 結婚における性生活
イスラーム古典法学の学者ガッザーリーは、イスラームにおける婚姻について、以下のように述べている。『婚姻は一種の奴隷状態』である、という明白な言葉がある。というのは、彼女は彼の奴隷だからである。彼女の行為は夫の要求に絶対的に従う事である。それ（要求）が不服従でない限り。』とある。そのあとでガッザーリーは、その父親が病気であっても、その夫が許さなかったために、その父親への見舞いをできず、さらにはその葬儀や埋葬にも立ち会えなかった女性の話を例にとり、女性パートナーが男性パートナーに全面的に服従することは、その女性パートナー自身の天国入りが許されるための重要な条件であるとしている。また、ガッザーリーは、夫婦間のセックスについて、ムハンマドのことばとして、以下の事を伝えている。すなわち、それは、『妻に対して夫が持つ権利の一つは、もし夫が彼女を欲し、せまってきたら、らくだの背中に乗っていたとしてもそれを拒否することはできない。』という文言である
また、ガッザーリーは、夫婦がセックスを始める際に、クルアーン第１１２章１節の、『言え、これぞ神にして唯一者』という文言を唱え、そののちに神を称え、称賛し、良い子孫を神が自身に授けるよう夫は願うべきだとした。また、ガッザーリーは、預言者ムハンマドのことばとして、セックスの際には悪魔から自身と自身の子孫が守られることを神に夫は願うべきという内容を伝えた。またガッザーリーは、射精の際にも、夫は神への称賛を心の中で行うべきとした。

## 実際のイスラーム世界における性文化

### 同性愛
イスラームの教義において同性愛に対する非寛容さが存在しているのと裏腹に、前近代イスラーム世界では同性愛に関する寛容性が見られた地域が少なくなかった。多くの地域で文化人や王侯たちが美少年をはべらせ、彼らとの愛情をはぐくみ、その帰結としてのセックスも半ば公然と行われた。
とりわけペルシアでは同性愛文化が発展し、ルーミー、オマル・ハイヤーム、ハーフェズなど多くの詩人は酒と美少年に対する愛情、そして同性セックスのすばらしさを謳いあげた詩を残した。後にはペルシアの影響を受けたオスマン帝国やムガール朝でも同性愛文化が花開いた。
しかし、近代に入り同性愛に対し抑圧的な姿勢を保っていた欧州の規範をエリートが採用するにつれ、シャリーアの同性愛処罰規定は厳格に施行されはじめ、ほとんどの地域で同性愛に対する寛容性は消えうせた。今日のイスラーム世界ではこのような歴史を隠蔽するか、外来の勢力によるイスラームの汚染と捉える傾向にある。

### 一夫多妻
イスラーム教の一夫多妻規定は女性に対する充分な生活保障を義務付ける条件付のものであり、必然として富裕層・上中流層以外は一夫一妻、場合によっては一生結婚できない事例も少なくなかった。一方富裕層は正規の4人妻以外にも、奴隷を妾とするなどしてより多くの女性とのセックスを享受した。とりわけオスマン帝国ではハレム（後宮）に1,000人以上の女性（法的には奴隷）をおき、スルタンは多くの女性との間に子供をなした。これらの一夫多妻制は、他の地域におけるそれ同様権力や富の継承をめぐる子供や婦人間の争いを引き起こす元ともなった。
現代でも一夫多妻を擁護するムスリムは存在する。彼らが理由としてあげているのは一夫多妻はイスラームの伝統であるというものや、男性のセックスに対する欲望を満足させるために一夫多妻制は容認されるべきであるというものなどさまざまである。
しかし近代化の推進につれ男女同権の考えが広まり、イスラーム世界の一夫多妻に関しても女性差別としての面がムスリムからも指摘されるようになった。そのため現代では多くの国で一夫多妻制を制限または禁止しており、イスラーム世界のほとんど（とりわけ都市部）で一夫一妻制が主流である。

### 早婚
前近代イスラーム世界ではイスラーム法規定に基づき女児は非常に早い年齢から結婚しセックスの対象とすることが許されたため、現代では客観的に見て児童性的虐待にあたるような性行為も、結婚の上なら問題視されないことが少なくなかった。
近代に入ってほとんどの国では結婚最低年齢は15歳以上の水準に引き上げられたが、イランやアラビア半島の諸国など今でもシャリーアの規定を遵守する国が存在している。例としてイエメンでは結婚最低年齢を定めないイスラーム法の解釈をとっているため、イスラーム法の通常の解釈では不可能な9歳未満の少女との結婚・セックスも少なからず存在しており、問題視されている。

### 婚外セックス
前近代・現代を問わずイスラーム世界において婚外セックスへの風当たりは強い。シャリーアにのっとった処罰を公式に定めている国は、イランやアラビア半島の諸国、ソマリアの各地方自治政権等があげられるが、シャリーアに則った処罰ではなくとも、何らかの刑罰が存在する国も少なくない。
上に挙げたとおり、同意の上での婚外セックスへの刑罰は、シャリーアの規定上は男女平等であるが、実際はこのような場合、男性の側は『女が誘惑した』と言い逃れをするのが常道であり、司法部もかなりの事例においてこれを認めるので、男女ともに死刑になるべき事例であっても、実際は男性の側は酌量により鞭打ち100回、女性のみ死刑となることが少なくない。
シャリーアに則った処罰は、それ自体として残虐であり人権と倫理を無視しているとして、国際社会からの強い非難を浴びている。
それに加え、上記にあげたレイプ被害者に対して求められるイスラーム教徒男性4人の証人の確保も現実の男性中心的な社会では難しく、意を決して性的被害を訴えても、同意の上での婚外セックスであるにもかかわらず、男性を落としいれようとしたとして、逆に姦通罪や偽証罪に問われ投石刑で処刑される事例が少なくない。ソマリアでは2008年の10月27日に、キスマヨを実効支配するイスラーム武装組織の兵士によって強姦されたと訴えた女性が、逆に姦通罪に問われ、投石刑により処刑された。女性は当初23歳とされていたが、後の詳しい調査で13歳であることが判明した。
またこの場合、上の同意の上での婚外セックスにおける酌量の男女差も加味され、本来ならば加害者男性が処刑されるところを、被害者女性のみが処刑され、加害者男性は鞭打ち100回ですむことも少なくない。例として、イランでは2004年に強姦被害者である未婚の16歳女性が「姦通罪」としてクレーン車で体を吊り上げる方法で絞首刑に処されている。さらに18歳未満では死刑とする事が難しい為か、「22歳」という設定で裁判にかけられた。ちなみにこの事件の「強姦加害者」である51歳の男性に課せられた刑は96回の鞭打ちのみであったという。
また国法での罰則とは別に、未婚者の女性の婚外セックスは、同意・レイプ問わず、家族の名誉を穢した汚らわしい行為として見られ、私刑として殺されてしまう事例が少なくない。これはイスラーム世界の全土に見られ、トルコの東部やイラクなどでも行われているが、特に多いのはパキスタンの山間部であるとされる。これはパキスタンの山間部は国法よりも部族の慣習法がより強い効力を有するためであるとされている。

### ポルノ
イスラーム世界において、現在でも肌を見せることや婚外セックスへの忌避観が残存していることから、一般にイスラーム世界ではポルノの普及率は低いとされている。ただし国によっても差があり、トルコやアルバニア、ボスニアなどの世俗化した国・地域では比較的ポルノにアクセスすることが容易である。
イランやサウジアラビアのような、シャリーアにのっとった統治をしく国では、ポルノの所持も製作も犯罪であり、所持者は投獄、出演者は婚外セックスの罪で死刑になる可能性がある。しかし若者を中心にポルノへの需要は存在しており、アンダーグラウンドやウェブを利用したポルノ・コンテンツへのアクセスが行われている。
インドネシアは比較的ポルノへのアクセスが容易なイスラーム教国であったが、2008年10月30日に反ポルノ法が成立し、ポルノへの全面弾圧へと踏み切った。この法案では歌や踊り、会話までもポルノに含めたため、ヒンドゥー教の裸身像や伝統的な踊りまでもがポルノに含まれる可能性があるとして、ヒンドゥー教徒やアニミストの多い地域では法律への批判が相次いだ。また表現の自由を侵害するとして、反対する人々も少なくない。なおポルノが法的に禁止されているのはなにもイスラム教国に限らず、例えばキリスト教国であるウクライナも同様である。

## 注記
1. ↑  アル＝クルアーン第56章10節から24節、および56章27節から40節
2. ↑  アル＝クルアーン第2章223節。ブハーリーのハディース集「真正集」の「コーラン解釈の書－牝牛章」第39章2節（伝承者ジャビール）によれば、この啓示はユダヤ人が後背位で女性とセックスをした場合、藪にらみの子が生まれるといっていたことに対してムハンマドに下されたという。
3. ↑  アル＝クルアーン第4章3節
4. ↑  『スナン』第四巻「アッラーの使いによって記述された天国の特徴」に関する諸章、第二十一章「天国の民への最小の報いについて」ハディース2687
5. ↑   ブハーリーのハディース集成書『真正集』「婚姻の書」第39節第1項（アーイシャ自身からの伝）、同第40節（アーイシャおよび伝承者ヒシャームからの伝）、同第59節（伝承者ウルワからの伝）その他。牧野信也の日本語訳では中巻に収録。また「日訳サヒーフ・ムスリム」第2巻、結婚の書、p453 - p454にも、アーイシャからの伝として同様の文言が収録されている。
6. 1 2  Maulana Muhammad Ali, The Living Thoughts of the Prophet Muhammad, p. 30, 1992, Ahmadiyya Anjuman Ishaat, ISBN 0-913321-19-2
7. ↑  「真正集」中の「刑罰」他（ブハーリー著）
8. ↑  ブハーリー著「真正集」婚姻の書、第1章1節、第6章1節、および第8章1節・2節・3節。
9. ↑  ブハーリー著「真正集」洗滌の書、第12章2節および第24章1節。人数に関しては、11人（伝承者カターダ）もしくは9人（伝承者サイードおよびアナス）という二説が併記されている
10. ↑  ブハーリー著「真正集」婚姻の書第10章1節・2節、および第121章1節、第122章1節
11. ↑  「日訳サヒーフ・ムスリム」第2巻、結婚の書、p437、伝承者ジャービル
12. ↑  「日訳サヒーフ・ムスリム」第1巻、ハイドの書、p227 - p229、伝承者アナス・ビン・マーリク、ウンム・サラム、アーイシャ
13. ↑  「日訳サヒーフ・ムスリム」第1巻、ハイドの書、p224、伝承者サービド、アナス
14. ↑  「日訳サヒーフ・ムスリム」第1巻、ハイドの書、p245 - p246、伝承者サイード・フドリー、アブー・アラー、イブン・シャヒール、アブー・サイード・フドリー、ウバイー・ブン・カアブ
15. ↑  「日訳サヒーフ・ムスリム」第1巻、ハイドの書、p246 - p247、伝承者アブー・フライラ、アブー・ムーサ、アーイシャ
16. ↑   ブハーリー著「真正集」遠征の書、第61章2節
17. ↑  『現代に生きるイスラームの婚姻論―ガザーリーの「婚姻作法の書」訳注解説』青柳かおる、2003、東京外国語大学アジア・アフリカ言語文化研究所、p126
18. ↑  ちなみに、この話では、女性自身の父親が、その女性の夫への服従により、神から許されている。『現代に生きるイスラームの婚姻論―ガザーリーの「婚姻作法の書」訳注解説』青柳かおる、2003、東京外国語大学アジア・アフリカ言語文化研究所、p126
19. ↑  『現代に生きるイスラームの婚姻論―ガザーリーの「婚姻作法の書」訳注解説』青柳かおる、2003、東京外国語大学アジア・アフリカ言語文化研究所、p127
20. 1 2 3  『現代に生きるイスラームの婚姻論―ガザーリーの「婚姻作法の書」訳注解説』青柳かおる、2003、東京外国語大学アジア・アフリカ言語文化研究所、p109
21. ↑  「女性に一夫多妻制を認める教えを」、マレー系ムスリム議員が発言
22. ↑  強制結婚させられた8歳の少女、離婚が成立
23. ↑  “Rape victim, 13, stoned to death（強姦被害者13歳、石打ちで死刑）”. 2008年11月7日時点のオリジナルよりアーカイブ。2008年11月18日閲覧。
24. ↑  "Execution of a teenage girl", BBC News, 27 July 2006.
25. ↑  Katharine Mieszkowski, "Death by stoning for adultery", Salon.com, July 28, 2006.
26. ↑  インドネシア国会が反ポルノ法可決 イスラム教徒に配慮[リンク切れ]
27. ↑  “インドネシア：ポルノ規制法案可決…最大野党は抗議の退席”. 2008年11月2日時点のオリジナルよりアーカイブ。2008年11月15日閲覧。